# Danh sách giải thưởng và đề cử của Anne Hathaway
Nữ diễn viên người Mỹ, Anne Hathaway đã giành được 40 giải thưởng từ 101 đề cử. Sự nghiệp của cô bắt đầu với vai chính trong bộ phim truyền hình Get Real (1999–2000), đã mang về cho cô ấy một đề cử Teen Choice Awards cho Nữ diễn viên truyền hình được lựa chọn. Bộ phim đầu tay của cô xuất hiện với vai chính Mia Thermopolis trong bộ phim hài Disney, The Princess Diaries (2001),[1] nhờ đó cô được đề cử giải MTV Movie cho Màn trình diễn đột phá xuất sắc nhất. Sau một loạt phim gia đình thất bại về doanh thu phòng vé, cô chuyển sang vai người lớn với các bộ phim truyền hình năm 2005 Havoc và Brokeback Mountain,phần sau được đề cử cho Giải thưởng của Hiệp hội Diễn viên Màn ảnh cho Diễn xuất xuất sắc của Dàn diễn viên trong một Motion Picture. Năm sau, Hathaway lần lượt nhận được đề cử cho Teen Choice Awards và Giải Phim Độc lập của Anh cho bộ phim hài kịch The Devil Wears Prada và bộ phim tiểu sử Become Jane.
Năm 2008, Hathaway đóng vai một người nghiện ma túy đang hồi phục trong Rachel Get Married, cô đã nhận được đề cử cho Giải Oscar và Giải Quả cầu vàng cho Nữ diễn viên chính xuất sắc nhất. Cô đã được đề cử cho Drama Desk Awards cho Nữ diễn viên chính xuất sắc trong vở kịch khi đóng vai chính trong bộ phim Twelfth Night sản xuất năm 2009 của The Public Theater. Các vai chính của cô trong các bộ phim lãng mạn Cuộc chiến cô dâu (2009) và Tình yêu & Thuốc khác (2010) đã lần lượt nhận được đề cử cho hai Giải thưởng Phim & Truyền hình MTV và một Quả cầu vàng. Năm 2010, cô đã giành được giải thưởng Primetime Emmy cho Màn trình diễn lồng tiếng xuất sắc vì đã lồng tiếng cho một tập phim trên The Simpsons. Hathaway có thành công lớn nhất về mặt thương mại với vai Catwoman trong phim siêu anh hùng The Dark Knight Rises (2012) của Christopher Nolan, nhờ đó cô đã giành được giải thưởng Sao Thổ cho Nữ diễn viên phụ xuất sắc nhất. Với vai Fantine, một cô gái điếm sắp chết vì bệnh lao, trong Les Misérables (2012), cô đã giành được một số giải thưởng, bao gồm Giải Oscar, Quả cầu vàng và Giải BAFTA cho Nữ diễn viên phụ xuất sắc nhất.
Hathaway đóng vai một nhà khoa học của NASA trong bộ phim khoa học viễn tưởng Interstellar (2014), nhờ đó cô được đề cử giải Sao Thổ cho Nữ diễn viên chính xuất sắc nhất. Với vai diễn trong vở kịch Grounded (2015), cô đã được đề cử cho Giải thưởng Drama League. Hathaway sau đó đóng vai chính trong các bộ phim hài thành công về mặt thương mại The Intern (2015) và Ocean's 8 (2018), cả hai bộ phim này cô đều nhận được đề cử cho People's Choice Awards. Năm 2019, Hathaway được gắn sao trên Đại lộ Danh vọng Hollywood vì những đóng góp của cô cho ngành điện ảnh. Năm đó, với vai một phụ nữ mắc chứng rối loạn lưỡng cực trong một tập của loạt tuyển tập Tình yêu hiện đại, Hathaway đã giành được đề cử Giải thưởng truyền hình do các nhà phê bình lựa chọn. Vai diễn của cô trong phim The Witches (2020) đã mang về cho cô đề cử Giải Nickelodeon Kids' Choice cho Nữ diễn viên điện ảnh được yêu thích nhất và Giải Mâm xôi vàng cho Nữ diễn viên chính tệ nhất.

## Giải thưởng và đề cử

### Academy Awards - Giải Oscar
| Năm  | Hạng Mục                | Tác Phẩm Đề Cử         | Kết Quả   | Chú Thích |
| ---- | ----------------------- | ---------------------- | --------- | --------- |
| 2009 | Best Actress            | Rachel Getting Married | Đề cử     | [ 6 ]     |
| 2013 | Best Supporting Actress | Les Misérables         | Đoạt giải | [ 7 ]     |

### Alliance of Women Film Journalists
| Năm  | Hạng Mục                                   | Tác Phẩm Đề Cử         | Kết Quả   | Chú Thích |
| ---- | ------------------------------------------ | ---------------------- | --------- | --------- |
| 2009 | Best Ensemble Cast                         | Rachel Getting Married | Đoạt giải | [ 8 ]     |
| 2012 | Best Animated Female                       | Rio                    | Đề cử     | [ 9 ]     |
| 2013 | Best Actress in a Supporting Role          | Les Misérables         | Đoạt giải | [ 10 ]    |
| 2013 | Unforgettable Moment                       | Les Misérables         | Đoạt giải | [ 10 ]    |
| 2013 | Kick Ass Award For Best Female Action Star | The Dark Knight Rises  | Đề cử     | [ 11 ]    |

### Austin Film Critics Association
| Năm  | Hạng Mục                | Tác Phẩm Đề Cử         | Kết Quả   | Chú Thích |
| ---- | ----------------------- | ---------------------- | --------- | --------- |
| 2008 | Best Actress            | Rachel Getting Married | Đoạt giải | [ 12 ]    |
| 2012 | Best Supporting Actress | Les Misérables         | Đoạt giải | [ 13 ]    |

### British Academy Film Awards
| Năm  | Hạng Mục                          | Tác Phẩm Đề Cử | Kết Quả   | Chú Thích |
| ---- | --------------------------------- | -------------- | --------- | --------- |
| 2013 | Best Actress in a Supporting Role | Les Misérables | Đoạt giải | [ 14 ]    |

### Boston Society of Film Critics
| Năm  | Hạng Mục     | Tác Phẩm Đề Cử         | Kết Quả | Chú Thích |
| ---- | ------------ | ---------------------- | ------- | --------- |
| 2008 | Best Actress | Rachel Getting Married | Á quân  | [ 15 ]    |

### British Independent Film Awards
| Năm  | Hạng Mục                                   | Tác Phẩm Đề Cử | Kết Quả | Chú Thích |
| ---- | ------------------------------------------ | -------------- | ------- | --------- |
| 2007 | Best Actress in a British Independent Film | Becoming Jane  | Đề cử   | [ 16 ]    |

### Critics' Choice Movie Awards
| Năm  | Hạng Mục                        | Tác Phẩm Đề Cử         | Kết Quả   | Chú Thích     |
| ---- | ------------------------------- | ---------------------- | --------- | ------------- |
| 2008 | Best Actress                    | Rachel Getting Married | Đoạt giải | [ 17 ] [ 18 ] |
| 2008 | Best Acting Ensemble            | Rachel Getting Married | Đề cử     | [ 17 ] [ 18 ] |
| 2013 | Best Acting Ensemble            | Les Misérables         | Đề cử     | [ 19 ] [ 20 ] |
| 2013 | Best Supporting Actress         | Les Misérables         | Đoạt giải | [ 19 ] [ 20 ] |
| 2013 | Best Actress in an Action Movie | The Dark Knight Rises  | Đề cử     | [ 19 ] [ 20 ] |

### Critics' Choice Television Awards
| Năm  | Hạng Mục                           | Tác Phẩm Đề Cử | Kết Quả | Chú Thích |
| ---- | ---------------------------------- | -------------- | ------- | --------- |
| 2020 | Best Actress in a Movie/Miniseries | Modern Love    | Đề cử   | [ 21 ]    |

### Chicago Film Critics Association
| Năm  | Hạng Mục                | Tác Phẩm Đề Cử         | Kết Quả   | Chú Thích |
| ---- | ----------------------- | ---------------------- | --------- | --------- |
| 2008 | Best Actress            | Rachel Getting Married | Đoạt giải | [ 22 ]    |
| 2012 | Best Supporting Actress | Les Misérables         | Đề cử     | [ 23 ]    |

### Dallas–Fort Worth Film Critics Association
| Năm  | Hạng Mục                | Tác Phẩm Đề Cử         | Kết Quả   | Chú Thích |
| ---- | ----------------------- | ---------------------- | --------- | --------- |
| 2008 | Best Actress            | Rachel Getting Married | Đoạt giải | [ 24 ]    |
| 2012 | Best Supporting Actress | Les Misérables         | Đề cử     | [ 25 ]    |

### Dorian Awards
| Năm  | Hạng Mục                               | Tác Phẩm Đề Cử | Kết Quả   | Chú Thích |
| ---- | -------------------------------------- | -------------- | --------- | --------- |
| 2013 | Film Performance of the Year – Actress | Les Misérables | Đoạt giải | [ 26 ]    |

### Drama Desk Award
| Năm  | Hạng Mục                      | Tác Phẩm Đề Cử | Kết Quả | Chú Thích |
| ---- | ----------------------------- | -------------- | ------- | --------- |
| 2010 | Outstanding Actress in a Play | Twelfth Night  | Đề cử   | [ 27 ]    |

### Drama League Award
| Năm  | Hạng Mục                  | Tác Phẩm Đề Cử | Kết Quả | Chú Thích |
| ---- | ------------------------- | -------------- | ------- | --------- |
| 2016 | Distinguished Performance | Grounded       | Đề cử   | [ 28 ]    |

### DVD Exclusive Awards
| Năm  | Hạng Mục                               | Tác Phẩm Đề Cử | Kết Quả   | Chú Thích |
| ---- | -------------------------------------- | -------------- | --------- | --------- |
| 2006 | Best Actress (in a DVD Premiere Movie) | Havoc          | Đoạt giải | [ 29 ]    |

### Empire Awards
| Năm  | Hạng Mục     | Tác Phẩm Đề Cử        | Kết Quả | Chú Thích |
| ---- | ------------ | --------------------- | ------- | --------- |
| 2013 | Best Actress | The Dark Knight Rises | Đề cử   | [ 30 ]    |

### Florida Film Critics Circle
| Năm  | Hạng Mục                | Tác Phẩm Đề Cử | Kết Quả   | Chú Thích |
| ---- | ----------------------- | -------------- | --------- | --------- |
| 2012 | Best Supporting Actress | Les Misérables | Đoạt giải | [ 31 ]    |

### Golden Globe Awards
| Năm  | Hạng Mục                                        | Tác Phẩm Đề Cử         | Kết Quả   | Chú Thích |
| ---- | ----------------------------------------------- | ---------------------- | --------- | --------- |
| 2009 | Best Actress in a Motion Picture – Drama        | Rachel Getting Married | Đề cử     | [ 32 ]    |
| 2011 | Best Actress – Motion Picture Comedy or Musical | Love & Other Drugs     | Đề cử     | [ 33 ]    |
| 2013 | Best Supporting Actress – Motion Picture        | Les Misérables         | Đoạt giải | [ 34 ]    |

### Golden Raspberry Awards
| Năm  | Hạng Mục      | Tác Phẩm Đề Cử                          | Kết Quả | Chú Thích |
| ---- | ------------- | --------------------------------------- | ------- | --------- |
| 2020 | Worst Actress | Serenity và The Hustle                  | Đề cử   | [ 35 ]    |
| 2021 | Worst Actress | The Last Thing He Wanted và The Witches | Đề cử   | [ 36 ]    |

### Gotham Awards
| Năm  | Hạng Mục           | Tác Phẩm Đề Cử         | Kết Quả | Chú Thích |
| ---- | ------------------ | ---------------------- | ------- | --------- |
| 2005 | Best Ensemble Cast | Brokeback Mountain     | Đề cử   | [ 37 ]    |
| 2008 | Best Ensemble Cast | Rachel Getting Married | Đề cử   | [ 38 ]    |

### Houston Film Critics Society
| Năm  | Hạng Mục                | Tác Phẩm Đề Cử         | Kết Quả   | Chú Thích |
| ---- | ----------------------- | ---------------------- | --------- | --------- |
| 2008 | Best Actress            | Rachel Getting Married | Đoạt giải | [ 39 ]    |
| 2012 | Best Supporting Actress | Les Misérables         | Đoạt giải | [ 40 ]    |

### Independent Spirit Awards
| Năm  | Hạng Mục         | Tác Phẩm Đề Cử         | Kết Quả | Chú Thích |
| ---- | ---------------- | ---------------------- | ------- | --------- |
| 2009 | Best Female Lead | Rachel Getting Married | Đề cử   | [ 41 ]    |

### London Film Critics' Circle
| Năm  | Hạng Mục                       | Tác Phẩm Đề Cử         | Kết Quả   | Chú Thích |
| ---- | ------------------------------ | ---------------------- | --------- | --------- |
| 2009 | Actress of the Year            | Rachel Getting Married | Đề cử     | [ 42 ]    |
| 2013 | Supporting Actress of the Year | Les Misérables         | Đoạt giải | [ 43 ]    |

### Los Angeles Film Critics Association
| Năm  | Hạng Mục                | Tác Phẩm Đề Cử                          | Kết Quả | Chú Thích |
| ---- | ----------------------- | --------------------------------------- | ------- | --------- |
| 2012 | Best Supporting Actress | The Dark Knight Rises và Les Misérables | Á quân  | [ 44 ]    |

### MTV Movie & TV Awards
| Năm  | Hạng Mục                      | Tác Phẩm Đề Cử        | Kết Quả | Chú Thích |
| ---- | ----------------------------- | --------------------- | ------- | --------- |
| 2002 | Best Breakthrough Performance | The Princess Diaries  | Đề cử   | [ 45 ]    |
| 2009 | Best Fight                    | Bride Wars            | Đề cử   | [ 46 ]    |
| 2009 | Best Female Performance       | Bride Wars            | Đề cử   | [ 46 ]    |
| 2013 | Best Female Performance       | Les Misérables        | Đề cử   | [ 47 ]    |
| 2013 | Best Musical Moment           | Les Misérables        | Đề cử   | [ 47 ]    |
| 2013 | Best Hero                     | The Dark Knight Rises | Đề cử   | [ 48 ]    |

### National Board of Review
| Năm  | Hạng Mục     | Tác Phẩm Đề Cử         | Kết Quả   | Chú Thích |
| ---- | ------------ | ---------------------- | --------- | --------- |
| 2002 | Best Cast    | Nicholas Nickleby      | Đoạt giải |           |
| 2009 | Best Actress | Rachel Getting Married | Đoạt giải | [ 49 ]    |
| 2013 | Best Cast    | Les Misérables         | Đoạt giải | [ 50 ]    |

### National Society of Film Critics
| Năm  | Hạng Mục                | Tác Phẩm Đề Cử | Kết Quả | Chú Thích |
| ---- | ----------------------- | -------------- | ------- | --------- |
| 2013 | Best Supporting Actress | Les Misérables | Đề cử   | [ 51 ]    |

### New York Film Critics Circle
| Năm  | Hạng Mục                | Tác Phẩm Đề Cử         | Kết Quả | Chú Thích |
| ---- | ----------------------- | ---------------------- | ------- | --------- |
| 2009 | Best Actress            | Rachel Getting Married | Đề cử   | [ 52 ]    |
| 2013 | Best Supporting Actress | Les Misérables         | Á quân  | [ 53 ]    |

### New York Film Critics Online
| Năm  | Hạng Mục                | Tác Phẩm Đề Cử | Kết Quả   | Chú Thích |
| ---- | ----------------------- | -------------- | --------- | --------- |
| 2012 | Best Supporting Actress | Les Misérables | Đoạt giải | [ 54 ]    |

### Nickelodeon Kids' Choice Awards
| Năm  | Hạng Mục                   | Tác Phẩm Đề Cử        | Kết Quả | Chú Thích |
| ---- | -------------------------- | --------------------- | ------- | --------- |
| 2009 | Favorite Movie Actress     | Get Smart             | Đề cử   | [ 55 ]    |
| 2013 | Favorite Female Buttkicker | The Dark Knight Rises | Đề cử   | [ 56 ]    |
| 2021 | Favorite Movie Actress     | The Witches           | Đề cử   | [ 57 ]    |

### Online Film Critics Society
| Năm  | Hạng Mục                   | Tác Phẩm Đề Cử         | Kết Quả   | Chú Thích |
| ---- | -------------------------- | ---------------------- | --------- | --------- |
| 2009 | Best Actress               | Rachel Getting Married | Đề cử     | [ 58 ]    |
| 2009 | Favorite Movie Actress     | Get Smart              | Đề cử     | [ 55 ]    |
| 2013 | Favorite Female Buttkicker | The Dark Knight Rises  | Đề cử     | [ 56 ]    |
| 2013 | Best Supporting Actress    | Les Misérables         | Đoạt giải | [ 59 ]    |
| 2021 | Favorite Movie Actress     | The Witches            | Đề cử     | [ 57 ]    |

### Palm Springs International Film Festival
| Năm  | Hạng Mục                      | Tác Phẩm Đề Cử         | Kết Quả   | Chú Thích |
| ---- | ----------------------------- | ---------------------- | --------- | --------- |
| 2009 | Desert Palm Achievement Award | Rachel Getting Married | Đoạt giải | [ 60 ]    |

### People's Choice Awards
| Năm  | Hạng Mục                      | Tác Phẩm Đề Cử        | Kết Quả | Chú Thích |
| ---- | ----------------------------- | --------------------- | ------- | --------- |
| 2012 | Favorite Animated Movie Voice | Rio                   | Đề cử   | [ 61 ]    |
| 2012 | Favorite Movie Actress        | One Day               | Đề cử   | [ 61 ]    |
| 2013 | Favorite Face of Heroism      | The Dark Knight Rises | Đề cử   | [ 62 ]    |
| 2013 | Favorite Movie Actress        | The Dark Knight Rises | Đề cử   | [ 62 ]    |
| 2016 | Favorite Movie Actress        | The Intern            | Đề cử   | [ 63 ]    |
| 2018 | The Female Movie Star of 2018 | Ocean's 8             | Đề cử   | [ 64 ]    |

### Primetime Emmy Awards
| Năm  | Hạng Mục                           | Tác Phẩm Đề Cử                 | Kết Quả   | Chú Thích |
| ---- | ---------------------------------- | ------------------------------ | --------- | --------- |
| 2010 | Outstanding Voice-Over Performance | The Simpsons                   | Đoạt giải | [ 65 ]    |
| 2011 | Outstanding Variety Special (Live) | Co-hosting 83rd Academy Awards | Đề cử     | [ 66 ]    |

### San Diego Film Critics Society
| Năm  | Hạng Mục                        | Tác Phẩm Đề Cử | Kết Quả | Chú Thích |
| ---- | ------------------------------- | -------------- | ------- | --------- |
| 2012 | Best Performance by an Ensemble | Les Misérables | Đề cử   | [ 67 ]    |
| 2012 | Best Supporting Actress         | Les Misérables | Đề cử   | [ 67 ]    |

### Satellite Awards
| Năm  | Hạng Mục                                 | Tác Phẩm Đề Cử         | Kết Quả   | Chú Thích |
| ---- | ---------------------------------------- | ---------------------- | --------- | --------- |
| 2008 | Best Actress – Motion Picture            | Rachel Getting Married | Đề cử     | [ 68 ]    |
| 2010 | Best Actress – Motion Picture            | Love & Other Drugs     | Đoạt giải | [ 69 ]    |
| 2012 | Best Cast – Motion Picture               | Les Misérables         | Đoạt giải | [ 70 ]    |
| 2012 | Best Supporting Actress – Motion Picture | Les Misérables         | Đoạt giải | [ 70 ]    |

### Saturn Awards
| Năm  | Hạng Mục                | Tác Phẩm Đề Cử        | Kết Quả   | Chú Thích |
| ---- | ----------------------- | --------------------- | --------- | --------- |
| 2013 | Best Supporting Actress | The Dark Knight Rises | Đoạt giải | [ 71 ]    |
| 2013 | Best Supporting Actress | Les Misérables        | Đề cử     | [ 72 ]    |
| 2015 | Best Actress            | Interstellar          | Đề cử     | [ 73 ]    |

### Scream Awards
| Năm  | Hạng Mục                | Tác Phẩm Đề Cử      | Kết Quả   | Chú Thích |
| ---- | ----------------------- | ------------------- | --------- | --------- |
| 2010 | Best Supporting Actress | Alice in Wonderland | Đoạt giải | [ 74 ]    |

### Screen Actors Guild Awards
| Năm  | Hạng Mục                                                       | Tác Phẩm Đề Cử         | Kết Quả   | Chú Thích |
| ---- | -------------------------------------------------------------- | ---------------------- | --------- | --------- |
| 2006 | Outstanding Performance by a Cast in a Motion Picture          | Brokeback Mountain     | Đề cử     | [ 75 ]    |
| 2009 | Outstanding Performance by a Female Actor in a Leading Role    | Rachel Getting Married | Đề cử     | [ 76 ]    |
| 2013 | Outstanding Performance by a Female Actor in a Supporting Role | Les Misérables         | Đoạt giải | [ 77 ]    |
| 2013 | Outstanding Performance by a Cast in a Motion Picture          | Les Misérables         | Đề cử     | [ 78 ]    |

### St. Louis Film Critics Association
| Năm  | Hạng Mục                | Tác Phẩm Đề Cử         | Kết Quả | Chú Thích |
| ---- | ----------------------- | ---------------------- | ------- | --------- |
| 2008 | Best Actress            | Rachel Getting Married | Đề cử   | [ 79 ]    |
| 2012 | Best Supporting Actress | Les Misérables         | Đề cử   | [ 80 ]    |

### Teen Choice Awards
| Năm  | Hạng Mục                      | Tác Phẩm Đề Cử        | Kết Quả   | Chú Thích |
| ---- | ----------------------------- | --------------------- | --------- | --------- |
| 2000 | Choice TV Actress             | Get Real              | Đề cử     | [ 81 ]    |
| 2002 | Choice Movie Actress – Comedy | The Princess Diaries  | Đề cử     | [ 82 ]    |
| 2006 | Choice Movie: Chemistry       | The Devil Wears Prada | Đề cử     | [ 83 ]    |
| 2009 | Choice Movie Actress – Comedy | Bride Wars            | Đoạt giải | [ 84 ]    |
| 2009 | Choice Movie: Rumble          | Bride Wars            | Đề cử     | [ 85 ]    |
| 2009 | Choice Movie: Rockstar Moment | Bride Wars            | Đề cử     | [ 85 ]    |
| 2011 | Choice Animated Voice         | Rio                   | Đề cử     | [ 86 ]    |
| 2013 | Choice Movie Actress: Action  | The Dark Knight Rises | Đoạt giải | [ 87 ]    |
| 2013 | Choice Movie Actress: Drama   | Les Misérables        | Đề cử     | [ 88 ]    |

### Toronto Film Critics Association
| Năm  | Hạng Mục                | Tác Phẩm Đề Cử         | Kết Quả | Chú Thích |
| ---- | ----------------------- | ---------------------- | ------- | --------- |
| 2008 | Best Actress            | Rachel Getting Married | Á quân  | [ 89 ]    |
| 2012 | Best Supporting Actress | Les Misérables         | Đề cử   | [ 90 ]    |

### Vancouver Film Critics Circle
| Năm  | Hạng Mục                | Tác Phẩm Đề Cử | Kết Quả | Chú Thích |
| ---- | ----------------------- | -------------- | ------- | --------- |
| 2013 | Best Supporting Actress | Les Misérables | Đề cử   | [ 91 ]    |

### Washington D.C. Area Film Critics Association
| Năm  | Hạng Mục                | Tác Phẩm Đề Cử     | Kết Quả   | Chú Thích |
| ---- | ----------------------- | ------------------ | --------- | --------- |
| 2010 | Best Actress            | Love & Other Drugs | Đề cử     | [ 92 ]    |
| 2012 | Best Supporting Actress | Les Misérables     | Đoạt giải | [ 93 ]    |
| 2012 | Best Ensemble           | Les Misérables     | Đoạt giải | [ 93 ]    |

### Women Film Critics Circle
| Năm  | Hạng Mục     | Tác Phẩm Đề Cử | Kết Quả   | Chú Thích |
| ---- | ------------ | -------------- | --------- | --------- |
| 2012 | Best Actress | Les Misérables | Đoạt giải | [ 94 ]    |

### Young Artist Award
| Năm  | Hạng Mục                                         | Tác Phẩm Đề Cử | Kết Quả | Chú Thích |
| ---- | ------------------------------------------------ | -------------- | ------- | --------- |
| 2000 | Best Performance in a TV Series – Young Ensemble | Get Real       | Đề cử   | [ 95 ]    |